# إنتظار الفرج
الانتظار؛ لغة يعني الترقب، وانْتَظَرْتُه، إذا ارْتَقَبْتَ حُضوره. ومفهوما هو كيفية نفسانية ينبعث منها التهيؤ لما تنتظره، وضده اليأس فكلما كان الانتظار أشد كان التهيؤ آكد. وفي الاصطلاح التهيؤ لانتظار ظهور المنجي في آخر الزمان.

## انتظار المنجي في الديانات الأخرى
يعد الايمان بظهور منجي البشرية وإقامة العدل من الأمور الفطرية.ومن هنا أجمعت عليه كافة الأمم والديانات.
ومما لاشك فيه أن الايمان بإصلاح حال المجتمعات حقيقة ثابتة في ذهن البشرية منذ بدء التاريخ البشري ولا تختص بالدين الإسلامي فقط، لان كافة الأديان السماوية التي ظهرت قبل الإسلام أخبرت عن المنجي ووعدت بالمنقذ للبشرية وأنها تؤكد على وقوع هذه الحقيقة يوماً ما، بل جاء في بعضها الإشارة إلى صفات ذلك المنجي والطرق التي يعتمدها في حركته الاصلاحية. نعم، لم يذكر باسم المهدي والمهدوية. ثم إن هذه العقيدة متجذرة في الديانتين الزرادشتية والبراهماتية.
ثم إن المهدوية تظهر بين الاديان السماوية والديانات شبه السماوية والشعوب التالية:
1. في الديانة اليهودية من خلال التبشير (بالمسيح اليهودي) أو بعودة عزير أو منحاس بن عازر بن هارون.
2. وعند الديانة المسيحية بالمسيح نفسه أي عيسى بن مريم.
3.ولو تطلَّعنا إلى الزرادشتية لرأيناهم أيضاً يعتقدون برجوع إنسان اسمه بهرام.
4. وتظهر المهدوية أيضاً في الديانة الهندوسية في الاعتقاد بعودة الوشنو.
5. وفي المجوسية بعودة أوشيدر.
6. اما البوذية فتنظر عودة البوذا.

## الإنتظار في الإسلام
لم تنحصر عقيدة المهدوية والانتظار بالشيعة من بين المسلمين بل شاركتهم فيها سائر الفرق الإسلامية استناداً إلى الروايات المتواترة التي وردت عن طريق أهل السنة وباسانيد صحيحة لا يتطرق اليها الشك أبداً وهكذا الأمر بالنسبة إلى المصادر الشيعية حيث ورد فيها روايات لا حصر لها في هذا المجال.
يقول عبد الرحمن بن خلدون من علماء القرن التاسع الهجري في مقدمته التي كتبها لتاريخ الموسوم بالعبر: «إعلم أن المشهور بين الكافة من أهل الإسلام على ممر الأعصار، أنه لا بد في آخر الزمان من ظهور رجل من أهل البيت الرسول يؤيد الدين، ويظهر العدل، ويتبعه المسلمون، ويستولي على الممالك الإسلامية، ويسمى بالمهدي، ويكون خروج الدجال وما بعده من أشراط الساعة الثابتة في الصحيح، عل أثره، وأن عيسى ينزل من بعده فيقتل الدجال، أو ينزل معه فيساعده على قتله، ويأتم بالمهدي (عج) في صلاته».
إتفق المسلمون على اصل ظهور المنجي الا انهم اختلفوا في ولادته فذهب الكثير من أهل السنة إلى القول بأنه سيولد في آخر الزمان وخالفهم الشيعة وبعض المذاهب الإسلامية وقالوا بأنّه مولود فعلا وأنه حي يرزق.

## الإنتظار في عقائد الشيعة
أبي عبد الله الصادق أنّه قال: «مَنْ سُرَّ أَن يكونَ منْ أَصحاب القائم فلينتظِرْ وليعمل بالورع ومحاسنِ الأَخلاق وهو مُنْتَظِرٌ فإِنْ ماتَ وقام القائمُ بعدَهُ كانَ لهُ من الأَجر مثلُ أَجر من أَدْرَكَهُ فجدُّوا وانتظِرُوا هنِيئاً لكُم».
وعن الرضا: «انْتِظَارُ الْفَرَجِ مِنَ الْفَرَجِ».
والمتأمل في كلمات الأئمة الرسول يرى أنها تؤكد على أن مسؤولية الشيعة تكمن في معرفة الإمام ومعرفة المسؤولية التي تقع على كاهل الإنسان المسلم، وعلى المؤمن السعي الجاد لانزال المفاهيم إلى حيّز التطبيق وإعداد نفسه واصلاح الآخرين فان فعل ذلك يكون قد حقق مفهوم انتظار الفرج، فالقضية بيد الملكفين أنفسهم وعليهم انجاح تلك الرسالة.